# Eiffel (programovací jazyk)
Eiffel je v informatice název pro objektově orientovaný programovací jazyk standardizovaný podle mezinárodní normy ISO. Je navržen s ohledem na rozšiřitelnost, znovupoužitelnost a spolehlivost kódu tak, aby byl co nejvíce efektivní při programování. Programovací jazyk má široké spektrum využití. V akademickém prostředí je používán pro výuku principů programování a v průmyslu jako vývojová platforma. Dále je používán v kosmonautice, finančnictví, počítačových hrách a v dalších odvětvích. Eiffel byl původně navržen společností Eiffel Software, která se zpočátku jmenovala Interactive Software Engineering (ISE) a byla založena Bertrandem Meyerem. Od roku 1986, kdy se tento programovací jazyk používá, mnoho společností vytvořilo pro Eiffel vývojová prostředí.
Návrh jazyka úzce souvisí s metodou programování Eiffel. Mnohé postupy použité v Eiffel našly své uplatnění v jazycích Java, C# a dalších. Nové nápady jsou dále začleňovány do jazyka a to hlavně prostřednictvím normalizace ECMA/ISO.

## Charakteristika
Mezi klíčové vlastnosti jazyka Eiffel patří:
- automatická správa paměti, obvykle prováděná pomocí garbage collectoru
- dědičnost včetně vícenásobné dědičnosti a dalších vlastností zavedených za účelem bezpečnější dědičnosti
- objektově orientovaná struktura programu, kde základní jednotky tvoří třídy
- návrh podle kontraktu je úzce spojen s ostatními jazykovými konstrukcemi
- vázané a nenucené generické programování
- jednotný typový systém manipulující hodnotovou i referenční sémantikou, kde jsou všechny typy založeny na principu tříd (tzn. Eiffel nemá primitivní datové typy)
- typová bezpečnost
- syntax klíčových slov navazuje na tradici jazyků ALGOL / Pascal, ale oddělovače nejsou povinné
- podpora statického přetypování
- ignorování velikosti písmen

## Cíl projektu
Eiffel se vyhýbá kódovým trikům nebo kódovacím technikám určeným jako optimalizační tipy pro kompilátor. Cílem není jen to, aby byl kód co nejvíce čitelný, ale také umožňuje programátorům soustředit se na důležité aspekty programu, aniž by zapadl do implementačních detailů. Předpokládá se, že jednoduchost Eiffelu bude podporovat jednoduché, rozšiřitelné, znovu použitelné a spolehlivé odpovědi na výpočetní problémy. Překladače Eiffelu poskytují rozsáhlé optimalizační techniky.

### Předpoklady
Eiffel byl původně vyvinut Eiffel Software, společnost s původním názvem Interactive Software Engineering založil Bertrand Meyer. Kniha Object-Oriented Software Construction obsahuje detailní zpracování koncepcí a teorií objektových technologií, které vedly k návrhu jazyka Eiffel. Cílem návrhu jazyka, knihoven a programovacích metod je umožnit programátorům tvořit spolehlivé, znovu použitelné softwarové moduly. Eiffel podporuje vícenásobnou dědičnost, genericitu, polymorfismus, zapouzdření a typově bezpečnou konverzi. Jeho největším přínosem k softwarovému inženýrství je návrh podle kontraktu. Návrh jazyka je založen na teorii objektově orientovaného programování, s malým vlivem jiných zdrojů nebo zájmu o podporu starších kódů. Eiffel formálně podporuje abstraktní datové typy.

### Implementace a prostředí

#### Dosud podporované
- EiffelStudio[2] - integrované vývojové prostředí od společnosti Eiffel Software; verze pro Windows podporuje kromě překladu do strojového kódu také překlad do .NET bajtkódu a interoperabilitu s .NET ekosystémem; standardně pod komerční licencí, zdrojový kód je s ročním zpožděním oproti komerční verzi zveřejňován také pod licencí GNU GPL, ale oficiální instalovatelné balíčky pro free verzi nejsou vydávány
- Gobo Eiffel[3] - FOSS implementace usilující o plnou kompatibilitu kódu s EiffelStudio
- Liberty Eiffel[4] - komunitní projekt založený na kódu ukončeného projektu SmartEiffel (viz níže), oficiální Eiffel překladač projektu GNU[5]; jazyk i knihovna jsou dnes vlivem historického vývoje značně odlišné od implementací výše

Kompilátory všech tří implementací jako mezistupeň generují kód v jazyce C, který se teprve překládá do strojovového kódu C překladačem.

#### Historické (výběr)
- EiffelEnvision[6] - plug-in do Microsoft Visual Studio přidávající podporu pro Eiffel
- Visual Eiffel[7] - implementace jazyka a vývojové prostředí vyvíjené německou firmou Object Tools GmbH; cílilo na vizuální model vývoje desktopových aplikací, blízký vývojovému prostředí Delphi a podobným nástrojům
- SmartEiffel (1994-2007, do září 2002 pod názvem SmallEiffel)[8][9][10] - první FOSS implementace Eiffelu, vyvíjená jako výzkumný projekt a jako jazyk pro výukové účely na Lorraine Research Laboratory in Computer Science and its Applications (LORIA) ve Francii;[11] v rámci Eiffel ekosystému byl SmartEiffel unikátní mj. podporou překladu do JVM bajtkódu
- tecomp[12] - interpretovaná verze jazyka

### Vliv
Několik dalších programovacích jazyků obsahuje prvky, které byly poprvé použity v jazyce Eiffel. Například Sather byl původně založen na Eiffelu, ale nyní se jejich cesty rozcházejí a Sather dokonce obsahuje několik funkcí funkcionálního programování. Eiffel je také základem interaktivního vyučovacího jazyka Blue, předchůdce BlueJ. Apple Media Tool obsahuje Apple Media Language, který je založený na jazyku Eiffel.

### Specifikace a normy
Jazyk Eiffel je standardizovaný podle mezinárodní normy ISO. Norma byla vytvořena společností Ecma International, která jako první schválila standard 21. června 2005 jako ECMA 367, Eiffel: Analysis, design and programming language. V červnu 2006 ECMA a ISO přijala druhou verzi, ISO ji poprvé vydalo v listopadu téhož roku. (Verze ISO se shoduje s ECMA ve všem kromě formátování.) Druhá verze normy obsahuje některé nesrovnalosti,[zdroj?] ale výbor ECMA zatím neoznámil, kdy a jak je chce řešit.
Zatímco Gobo Eiffel a tecomp se zavázaly k dodržování standardu, vývojový tým SmartEiffelu nový standard odmítl jako fakticky nový jazyk, odvracející se od stěžejních hodnot původního Eiffelu. Nástupnický projekt Liberty Eiffel ke standardu zaujal smířlivější postoj a principiálně ho neodmítá, ale implementuje jen vybrané prvky a nezavazuje se k jeho úplné implementaci.
Předchůdci specifikace jazyka:
- Bertrand Meyer: Eiffel: The Language, Prentice Hall, druhé vydání, 1992 (první vydání: 1991)
- Bertrand Meyer: Standard Eiffel, 1997- přítomnost
- Bertrand Meyer: Object-Oriented Software Construction, Prentice Hall: první vydání 1988, druhé vydání 1997
- čtyři specifikace[16] vydané v letech 1996-2002 sdružením NICE (The Non-Profit International Consortium for Eiffel)

## Ukázka programu

### „Hello, world!“
Program „Hello world“ může vypadat v programovacím jazyce Eiffel takto:
```
class

    
HELLO_WORLD

create

    
make

feature

    
make

        
do

            
print
 
(
"Hello, world!%N"
)

        
end

end

```

#### Instituce
- Eiffel Software - oficiální web firmy
- NICE - Nonprofit International Consortium for Eiffel

#### Komunita
- dev.eiffel.com - informace z vývoje EiffelStudio pro vývojáře
- eiffel.org - web pro uživatelskou komunitu kolem EiffelStudio, původně eiffelroom.com (archiv)
- eiffelzone.com (archiv) - sbírka odkazů na software napsaný v Eiffelu do r. 2006, texty od různých autorů
- Cetus Eiffel Page (archiv) - sbírka odkazů z doby vrcholu slávy Eiffelu kolem přelomu milénia

#### Studijní materiály
- Bertrand Meyerː Eiffel: the Language (část knihy)
- Bertrand Meyerː Basic Eiffel Language Mechanisms (srpen 2006)
- Eiffel tutorial (100 pages) by Bertrand Meyer (HTML, PDF)
- Eiffel: An Overview (YouTube) - prezentace jazyka, vývojového prostředí EiffelStudio a pojetí vývoje softwaru, které leží v jejich základech (2012)